# تابع مقعر

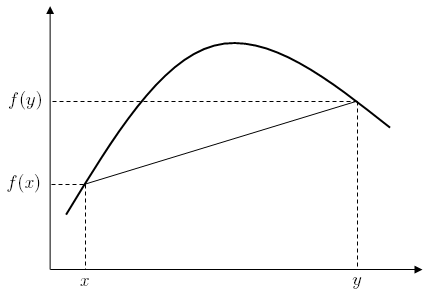
یک تابع کاو

تابع کاو یا تابع مقعّر تابعی است که اگر دو نقطهٔ دلخواه {\displaystyle A} و {\displaystyle B} از این تابع را در نظر بگیریم، خط {\displaystyle AB} همواره زیر تابع یا همسطح آن قرار بگیرد. به بیان ریاضی:
{\displaystyle f[\alpha x_{1}+(1-\alpha )x_{2}]\geq \alpha f(x_{1})+(1-\alpha )f(x_{2})}
اگر در این نابرابری، علامت ≤ را با علامت <جایگزین کنیم، تعریف تابع اکیداً کاو به دست می‌آید.
با توجه به تعریف هر خط راستی هم نمایانگر یک تابع کوژ و هم نمایانگر یک تابع کاو است.

## ویژگی‌ها
برخی از ویژگی‌های تابع کاو از این قرارند:
- مشتق دوم یک تابع کاو کوچکتر از صفر است.
- بیشینهٔ موضعی یک تابع کاو، بیشینهٔ فراموضعی آن نیز هست.
- تابع مجموع یک تابع (اکیداً) کاو، (اکیداً) کاو است.
- اگر {\displaystyle f(x)}‎ یک تابع کاو باشد،‎{\displaystyle -f(x)}‎ یک تابع کوژ خواهد بود.
- به طور کلی اگر f(x)‎ یک تابع کاو و {\displaystyle \alpha } یک مقدار ثابت باشد، در صورت مثبت بودن آلفا، {\displaystyle \alpha f(x)} یک تابع کاو خواهد بود و در صورتی که {\displaystyle \alpha } کوچکتر از صفر باشد ‎{\displaystyle \alpha f(x)}‎ یک تابع کوژ خواهد بود.